# ماريا جواو فالكاو
ماريا جواو فالكاو هي لاعبة جمباز برتغالية، ولدت في 16 نوفمبر 1964.

## وصلات خارجية
- ماريا جواو فالكاو على موقع أوليمبيديا (الإنجليزية)